# Lijst van nummer 1-hits in de Radio 2 Top 30 in 1992
Deze hits stonden in 1992 op nummer 1 in de BRT Top 30, de voorloper van de huidige Vlaamse Radio 2 Top 30.
| Nummer | Datum        | Artiest                     | Titel                           |
| ------ | ------------ | --------------------------- | ------------------------------- |
| 400    | 4 januari    | Michael Jackson             | Black or White                  |
|        | 11 januari   | Michael Jackson             | Black or White                  |
| 401    | 18 januari   | Nirvana                     | Smells Like Teen Spirit         |
|        | 25 januari   | Nirvana                     | Smells Like Teen Spirit         |
| 402    | 1 februari   | George Michael & Elton John | Don't Let the Sun Go Down on Me |
|        | 8 februari   | George Michael & Elton John | Don't Let the Sun Go Down on Me |
|        | 15 februari  | George Michael & Elton John | Don't Let the Sun Go Down on Me |
|        | 22 februari  | George Michael & Elton John | Don't Let the Sun Go Down on Me |
|        | 29 februari  | George Michael & Elton John | Don't Let the Sun Go Down on Me |
|        | 7 maart      | George Michael & Elton John | Don't Let the Sun Go Down on Me |
| 403    | 14 maart     | The Radios                  | She Goes Nana                   |
|        | 21 maart     | The Radios                  | She Goes Nana                   |
| 404    | 28 maart     | Michael Jackson             | Remember the Time               |
| 405    | 4 april      | Genesis                     | I Can't Dance                   |
| 403    | 11 april     | The Radios                  | She Goes Nana                   |
|        | 18 april     | The Radios                  | She Goes Nana                   |
| 406    | 25 april     | Red Hot Chili Peppers       | Under the Bridge                |
|        | 2 mei        | Red Hot Chili Peppers       | Under the Bridge                |
| 407    | 9 mei        | Mr. Big                     | To Be with You                  |
|        | 16 mei       | Mr. Big                     | To Be with You                  |
| 408    | 23 mei       | Double You                  | Please Don't Go                 |
|        | 30 mei       | Double You                  | Please Don't Go                 |
|        | 6 juni       | Double You                  | Please don't go                 |
|        | 13 juni      | Double You                  | Please don't go                 |
| 409    | 20 juni      | Snap!                       | Rhythm Is a Dancer              |
|        | 27 juni      | Snap!                       | Rhythm Is a Dancer              |
| 410    | 4 juli       | Kris Kross                  | Jump                            |
| 411    | 11 juli      | Guns N' Roses               | Knockin' on Heaven's Door       |
|        | 18 juli      | Guns N' Roses               | Knockin' on Heaven's Door       |
|        | 25 juli      | Guns N' Roses               | Knockin' on Heaven's Door       |
|        | 1 augustus   | Guns N' Roses               | Knockin' on Heaven's Door       |
|        | 8 augustus   | Guns N' Roses               | Knockin' on Heaven's Door       |
|        | 15 augustus  | Guns N' Roses               | Knockin' on Heaven's Door       |
| 412    | 22 augustus  | Dr. Alban                   | It's My Life                    |
|        | 29 augustus  | Dr. Alban                   | It's My Life                    |
|        | 5 september  | Dr. Alban                   | It's My Life                    |
|        | 12 september | Dr. Alban                   | It's My Life                    |
|        | 19 september | Dr. Alban                   | It's My Life                    |
| 413    | 26 september | Roxette                     | How Do You Do!                  |
| 412    | 3 oktober    | Dr. Alban                   | It's My Life                    |
| 414    | 10 oktober   | Vaya Con Dios               | Heading for a Fall              |
|        | 17 oktober   | Vaya Con Dios               | Heading for a Fall              |
|        | 24 oktober   | Vaya Con Dios               | Heading for a Fall              |
|        | 31 oktober   | Vaya Con Dios               | Heading for a Fall              |
|        | 7 november   | Vaya Con Dios               | Heading for a Fall              |
| 415    | 14 november  | Brian May                   | Too Much Love Will Kill You     |
| 414    | 21 november  | Vaya Con Dios               | Heading for a Fall              |
| 416    | 28 november  | Inner Circle                | Sweat (A La La La La Long)      |
|        | 5 december   | Inner Circle                | Sweat (A La La La La Long)      |
|        | 12 december  | Inner Circle                | Sweat (A La La La La Long)      |
| 417    | 19 december  | One More Time               | Highland                        |
|        | 26 december  | One More Time               | Highland                        |